# Глинський заказник
Гли́нський — гідрологічний заказник місцевого значення. Розташований у межах Кобеляцького району Полтавської області, біля сіл Красне і Грицаївка, що на південний схід від міста Кобеляків.
Площа природоохоронної території 276,6 га. Створений 1995 р.
Охороняється природний лучно-болотний комплекс. Рослинність типова для заболочених солончакових ґрунтів. Місце гніздування багатьох видів птахів, зокрема білих чапель.